# Dale Fuller
Dale Fuller (Santa Ana (Califòrnia), 17 de juny de 1885 – Pomona (Califòrnia), 14 d'octubre de 1948) va ser una actriu estatunidenca a l'època del cinema mut. El seu rol més conegut és el de minyona a la pel·lícula Esposes frívoles (Foolish Wives) (1922).

## Biografia
Marie Dale Phillipps (Dale Fuller) va néixer a Santa Ana (Califòrnia) el 1885 i es va formar en escoles de Califòrnia (Mills College) i de Chicago. Als 19 anys problemes familiars la van dur a Califòrnia i va decidir entrar en el mon de l'actuació. El 1908 va actuar com a soubrette en la comèdia “The Trouper” i després, el 1910, va participar en la comèdia musical “The Flirting Princess” de Harry Bulgur de gira per San Francisco, Chicago, Washington i Rhode Island. Aquell mateix any va actuar en l'obra “The Girl in the Kimona” de Florenz Ziegfeld a Chicago obtenint molt bones crítiques.
El 1915 Fuller va ser presentada a Mack Sennett i Charlie Murray i va signar per a la Keystone com a extra especialitzant-se sobretot en paper de dona estricta però a vegades també en papers de vell o de noi degut a la seva baixa estatura i aparença poc femenina. El 1916, mentre actuava en la pel·lícula “Bath Tub Perils” amb Fred Mace va tenir un accident i se li van trencar dues costelles.
El 1920 va deixar la Keystone i temps després, el director Erich von Stroheim la va descobrir a partir d'una fotografia i la va contractar per actuar en el rol de criada en la pel·lícula “Foolish Wives” (1922). Durant el rodatge Fuller va perdre bastant de pes i va haver de ser hospitalitzada per pneumònia. La seva actuació va aconseguir crítiques molt positives que la acreditaven com la millor actuació de la pel·lícula. Després de l'èxit aquell any va participar en altres grans produccions com “Manslaughter”, “One Wonderful Night” i “Borderland”.
Von Stroheim va escriure altres petits papers per a ella en les pel·lícules “Merry-Go-Round” i “Greed” que, tot i ser dràsticament retallats van rebre bones crítiques i la MGM la va acabar incloent en la seva nòmina d'actors. Fuller també va actuar en les pel·lícules “The Merry Widow” (1925) i “The Wedding March” (1928) de von Stroheim. Va continuar en la interpretació fins a l'any 1935 havent participat en un total de 74 pel·lícules sota la direcció, de directors tan reconeguts com von Stroheim, Cecil B. DeMille, Ernst Lubitsch, King Vidor, John M. Stahl o Howard Hawks. Va morir a Pomona (Califòrnia) el 14 d'octubre de 1948 d'una valvulopatia.

## Filmografia
- Crooked to the End (1915)
- Dizzy Heights and Daring Hearts (1915)
- Love Will Conquer (1916)
- The Village Vampire (1916)
- An Oily Scoundrel (1916)
- His Last Laugh (1916)
- Bucking Society (1916)
- Bath Tub Perils (1916)
- The Love Comet (1916)
- The Surf Girl (1916)
- A Scoundrel's Toll (1916)
- A Noble Fraud (1917)
- Dodging His Doom (1917)
- A Tuner of Note (1917)
- His Marriage Failure (1917)
- An Innocent Villain (1917)
- A Love Case (1917)
- Their Domestic Deception (1917)
- His Bitter Fate (1917)
- A Dog's Own Tale (1917)
- The Camera Cure (1917)
- His Baby Doll (1917)
- His Punctured Reputation (1918)
- A Sea Serpent's Desire (1918)
- A Lady Killer's Doom (1918)
- Foolish Wives (1922)
- Borderland (1922) - Elly
- Manslaughter (1922)
- Robin Hood (1922)
- One Wonderful Night (1922)
- Souls for Sale (1923)
- Merry-Go-Round (1923)
- Tea: With a Kick! (1923)
- Reno (1923)
- The Marriage Circle (1924)
- Three Weeks (1924)
- Babbitt (1924)
- His Hour (1924)
- Husbands and Lovers (1924)
- Greed (1924)
- Tomorrow's Love (1925)
- The Devil's Cargo (1925) - Millie
- Lady of the Night (1925)
- The Woman Hater (1925)
- The Merry Widow (1925)
- The Shadow on the Wall (1925)
- The Unchastened Woman (1925)
- The Only Thing (1925)
- Ben-Hur (1925)
- Memory Lane (1926)
- Her Second Chance (1926)
- Volcano! (1926)
- The Speeding Venus (1926)
- Midnight Lovers (1926)
- The Canadian (1926)
- The Beauty Shoppers (1927)
- The King of Kings (1927)
- Fazil (1928)
- The Cossacks (1928)
- The Wedding March (1928)
- House of Horror (1929
- Glad Rag Doll (1929)
- The Sacred Flame (1929)
- The Man from Blankley's (1930)
- The Office Wife (1930)
- The Great Meadow (1931)
- Emma (1932)
- The Trial of Vivienne Ware (1932)
- Rasputin and the Empress (1932)
- Face in the Sky (1933)
- House of Mystery (1934)
- Twentieth Century (1934)
- We Live Again (1934)
- A Tale of Two Cities (1935)